# Zhenxing (socken i Kina, Shandong, lat 36,65, long 116,97)
Zhenxing (kinesiska: 振兴街道, 振兴) är en socken i Kina. Den ligger i provinsen Shandong, i den östra delen av landet, nära eller i provinshuvudstaden Jinan. Antalet invånare är 109 595. Befolkningen består av 54 706 kvinnor och 54 889 män. Barn under 15 år utgör 16,0 %, vuxna 15-64 år 76 %, och äldre över 65 år 6,0 %.
Genomsnittlig årsnederbörd är 841 millimeter. Den regnigaste månaden är juli, med i genomsnitt 315 mm nederbörd, och den torraste är januari, med 6 mm nederbörd.